# Alice Guy
Alice Ida Antoinette Guy-Blaché rozená Guy (1. července 1873 Saint-Mandé – 24. března 1968 Wayne) byla francouzská průkopnice filmu. Patřila k prvním filmovým tvůrcům, kteří tvořili narativní fiktivní filmy a také je považována za první ženu, která režírovala film. V letech 1896–1906 byla pravděpodobně jedinou filmovou tvůrkyní na světě. Experimentovala se synchronním zvukovým systémem Gaumont, kolorováním filmu, speciálními efekty a obsazovala herce různých ras.
Byla uměleckou režisérkou a spoluzakladatelkou Solax Studios ve čtvrti Flushing v New Yorku. V roce 1912 Solax investoval 100 000 dolarů do nového studia ve Fort Lee v New Jersey v centru americké filmové produkce před založením Hollywoodu. Ve stejném roce vytvořila film A Fool and His Money, což je pravděpodobně první film v němž hrají pouze afroameričtí herci. Film je zachován v Americkém filmovém institutu kvůli své historické a estetické významnosti.

## Životopis

### Mládí a vzdělání
Narodila se v roce 1873 ve francouzském Saint Mandé v departmentu Val-de-Marne. Její rodiče pocházeli ze Santiago de Chile, kde měl její otec knihkupectví a nakladatelství. Emile Guy a Marie Clotilde Franceline Aubert měli svatbu v Paříži, poté se vrátili do Chile, kde se narodili Alicini čtyři starší sourozenci. Poté, co v Chile v letech 1872–1873 vypukla devastující epidemie spalniček, se rodina přestěhovala do Francie. Ve své autobiografii Alice uvedla, že se její matka chtěla ujistit, že „její páté dítě bude skutečně francouzské”. Její otec se do Chile vrátil krátce po jejím narození a matka ho následovala o několik měsíců později. Alice byla svěřena do péče babičky v Carouge ve Švýcarsku. Když bylo Alice okolo tří či čtyř let, matka se pro ni vrátila a vzala ji zpět do Jižní Ameriky.
Ve věku šesti let, byla Alice převezena otcem zpět do Francie, kde navštěvovala školu Veyrier. Alice a její sestra Louise byly přestěhovány do kláštera ve Ferney a o několik let později se vrátily zpět do Paříže. Alicin otec neznámou příčinou zemřel 5. ledna 1891. Po jeho smrti Alicina matka získala práci v Mutualité Maternelle, ale nebyla schopná si místo udržet, proto byla Alice vyškolena jako písařka a stenografka, aby uživila matku i sebe. Své první místo jako písařka získala v továrně na výrobu laku.

### Gaumont
V roce 1894 byla Alice najata, aby pracovala jako sekretářka pro společnost vyrábějící a dodávající fotografické potřeby. V roce 1895 společnost změnila majitele, kterými byli čtyři muži: Gustave Eiffel, Joseph Vallot, Alfred Besnier a Léon Gaumont. Gustave Eiffel byl prezident společnosti, a o třicet let mladší León Gaumont byl její manažer. Společnost byla přejmenována na Gaumont, protože Eiffel byl zapleten do národního skandálu týkající se Panamského průplavu. Společnost L. Gaumont et Cie byla hlavní silou v rozvoji filmového průmyslu ve Francii. Alicina práce pro Gaumont byla začátkem její kariéry ve filmovém průmyslu, které trvala více než 25 let a zahrnovala režírování, produkci, psaní scénářů a více než 700 filmů.
Ačkoli zpočátku pracovala pro Léona Gaumonta jako jeho sekretářka, začala se seznamovat s množstvím klientů, relevantními marketingovými strategiemi a kamerami. Také se setkala s hrstkou průkopnických filmových inženýrů, jako byli Georges Demenÿ a Auguste a Louis Lumièrové.
Dne 22. března 1895 se Alice a Gaumont zúčastnili události „s překvapením”, první demonstrace filmové projekce bratří Lumièrových, o což úpěnlivě závodili Gaumont, Lumièrové a Edison. Promítán byl jeden z jejich prvních filmů Dělníci odcházející z Lumièrovy továrny, který obsahoval jednoduchou scénu, kdy dělníci odchází z továrny Lumièrových v Lyonu. Alice znuděná myšlenkou, že je film používán jen pro vědecké a propagační účely ve formě „demonstračních filmů”, byla přesvědčená, že může do filmu zahrnout fiktivní příběhový element. Požádala proto Gaumonta, aby povolil výrobu vlastního filmu, a Gaumont souhlasil.
Svůj první film natočila v roce 1896. Původně se měl jmenovat La Fée aux Choux (Zelná víla) nebo Narození dětí nebo neměl žádné jméno. Scéna, kterou Alice popsala jako svůj filmový debut totiž nesedí s verzí filmu Zelná víla z roku 1900 ani s verzí z roku 1902, přejmenovanou na Sage-femme de première classe, které byly nalezeny v archivu. Film z roku 1896 je považován za ztracený. Novinový článek z 30. července 1896 popisuje „cudnou fikci dětí narozených pod zelím v nádherně orámované chromo krajině” a obsahuje další detaily, které potvrzují Alicin popis jejího prvního filmu. V roce 1912 Alice sdělila: „Netrvalo dlouho a každý kinematograf v zemi promítal příběhy namísto spektáklů a zápletky namísto panoramat.”

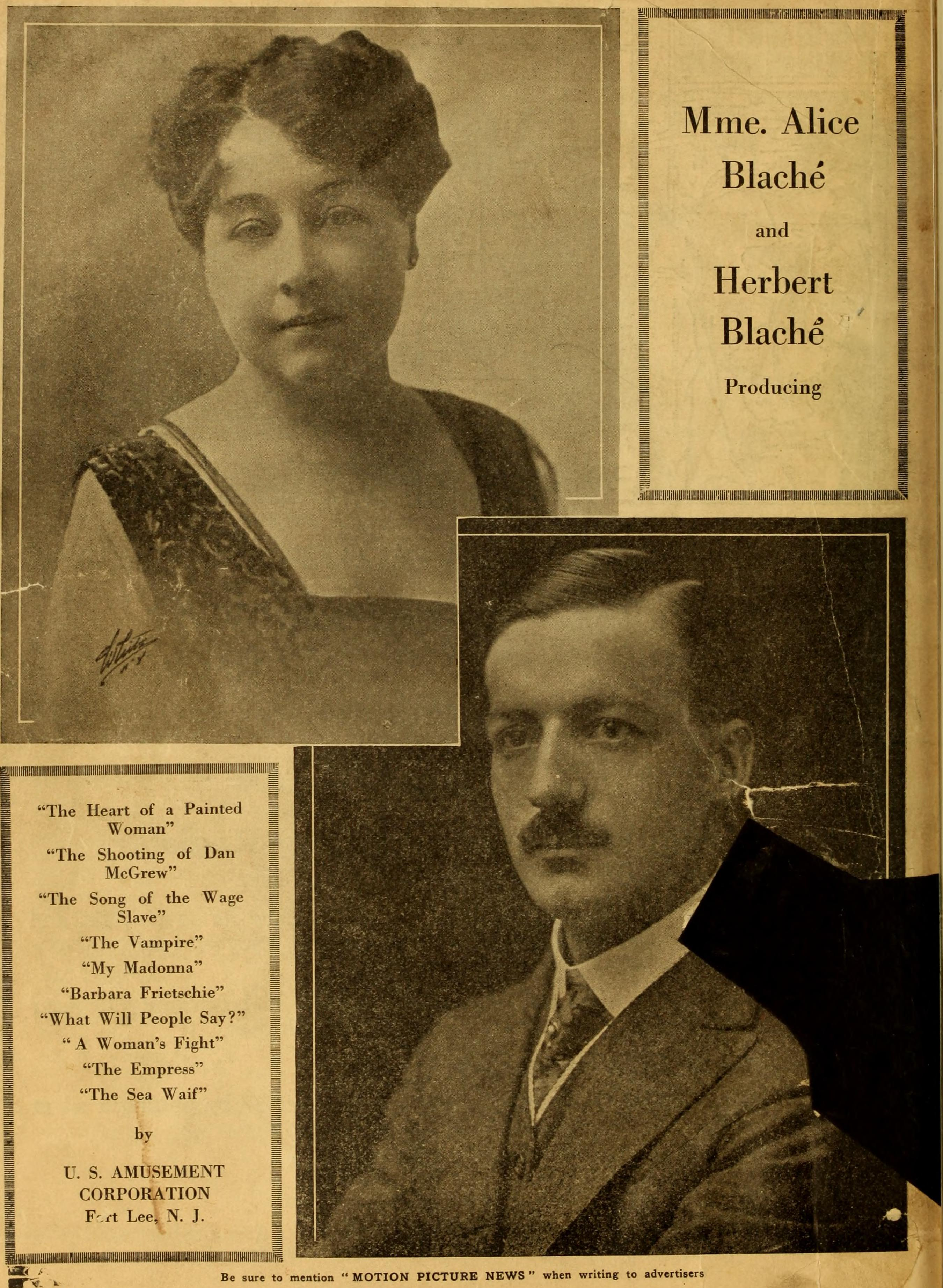
Alice Guy a její manžel Herbert Blanché (1916)

V letech 1896–1906 byla Alice v Gaumontu hlavní produkční a obecně byla brána za první filmovou tvůrkyni, která systematicky rozvinula narativní filmovou tvorbu. V této době byla pravděpodobně jedinou režisérkou na světě. Její první filmy mají podobné charakteristiky a témata jako její současníci a rivalové, bratři Lumièrové a Méliès. Zkoumala také taneční a cestovatelské filmy, které často kombinovala jako ve filmu Saharet, le Boléro (1905), kde vystoupila tanečnice Saharet nebo ve filmu Le Tango (1905). Mnoho z jejích raných tanečních filmů byly populární jako atrakce na tanečních zábavách jako např. filmy Vlnícího tance (Serpentine Dance), což byla také značka Lumièrových a Edisonových filmových katalogů.
V roce 1906 natočila film La Vie du Christ (Život Krista). V tehdejší době to byl vysokonákladový snímek, v němž účinkovalo 300 komparzistů. Jako referenční materiál pro film použila ilustrovaný Nový zákon Jamese Tissota. Film obsahoval 25 epizod a do této doby byl jejím největším produkčním počinem v Gaumontu. Alice byla také jednou z průkopnic užití zvukových nahrávek ve spojení s obrazy na plátně v Gaumontově systému „Chronophone”, který používal vertikálně řezaný disk synchronizovaný s filmem. Použila také některé z prvních speciálních efektů, včetně dvojité expozice, maskovacích technik a puštění filmu pozpátku. Během svého působení v Gaumontu najala a vyškolila Louise Feuilladea a Étienna Arnauda jako scenáristy a režiséry a najala scénografa Henriho Ménessiera a uměleckého ředitele Bena Carrého.

### Solax

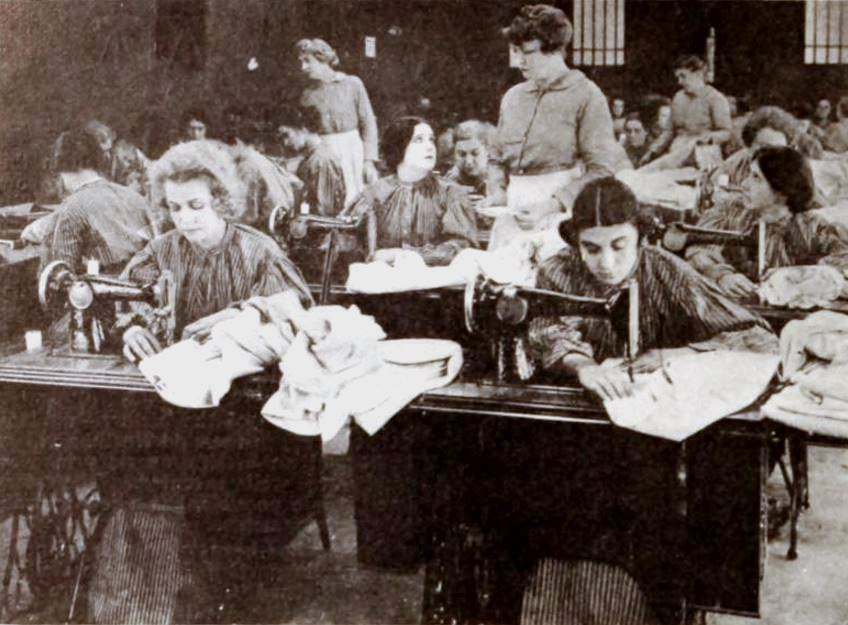
Snímek z filmu Tarnished Reputations (1920)

V roce 1907 se Alice provdala za Herbeta Blachého, který byl jmenován vedoucím výroby pro Gaumontovy operace ve Spojených státech. Manželství pro Alice znamenalo, že musela opustit své místo v Gaumontu. Manželé byli společností posláni do Clevelandu, aby pomohli se zařízením nové pobočky. Na začátku roku 1908 se pár přesunul do New Yorku, kde Alice v září porodila dceru Simone. Poté co s manželem pracovala pro Gaumont v USA, se rozhodla postavit se na vlastní nohy a v roce 1910 založila v partnerství s Georgem A. Magiem společnost The Solax Company, největší americké filmové studio před vznikem Hollywoodu. Stala se tak první ženou, která provozovala vlastní filmové studio. Ve studiu Soluxu ve Flushing v New Yorku, pracoval její manžel jako vedoucí výroby a také jako kameraman. Alice pracovala jako umělecká režisérka a režírovala mnoho snímků studia. Během dvou let, bylo studio natolik úspěšné, že investovalo více než 100 000 dolarů do nových technologicky vyspělých studií ve Fort Lee v New Jersey, kde bylo na počátku 20. století situováno mnoho raných filmových studií. V mnoho publikacích z této doby bylo zmíněno, že Alice ve svém studiu vyvěsila velkou tabuli s nápisem „Buď přirozený”.
V roce 1912, když byla znovu těhotná, postavila studio ve Fort Lee a pokračovala s výrobou tří filmů týdně. Dne 27. července 1912 se narodil její syn Reginald. V roce 1913 Alice vzala svého manžela do Solaxu „pro celovečerní produkci a výkonnou režii“. Krátce na to její manžel založil filmovou společnost Blaché Features, Inc. Několik dalších let manželé udržovali osobní a pracovní partnerství, kdy spolu pracovali na mnoha projektech. V roce 1913 Alice režírovala snímek The Thief (Zloděj) podle prvního scénáře, který prodal budoucí tvůrce Wonder Woman William Moulton Marston.
V roce 1918 Herbert Blaché opustil svou ženu a děti v ambici následovat kariéru v Hollywoodu. V říjnu 1918 Alice téměř zemřela během epidemie španělské chřipky, když filmovala svůj poslední film Tarnished Reputations. Po své nemoci následovala v roce 1919 svého manžela do Hollywoodu, kde však žili odděleně. Pracovala jako Herbertova asistentka režie při práci na jeho dvou filmech v nichž účinkovala Alla Nazimova.
Svůj poslední film režírovala v roce 1919. V roce 1921 byla donucena dát své studio a další majetek do dražby kvůli bankrotu. S manželem byli oficiálně rozvedeni v roce 1922. Téhož roku se vrátila do Francie a již nikdy nenatočila další film. Alice se již znovu neprovdala a v roce 1964 se vrátila do USA, kde žila ve Wayne se svou starší dcerou Simone. Zemřela 24. března 1968 ve věku 94 let v domově pro seniory v New Jersey. Je pohřbena na hřbitově Maryrest Cemetery.

## Odkaz

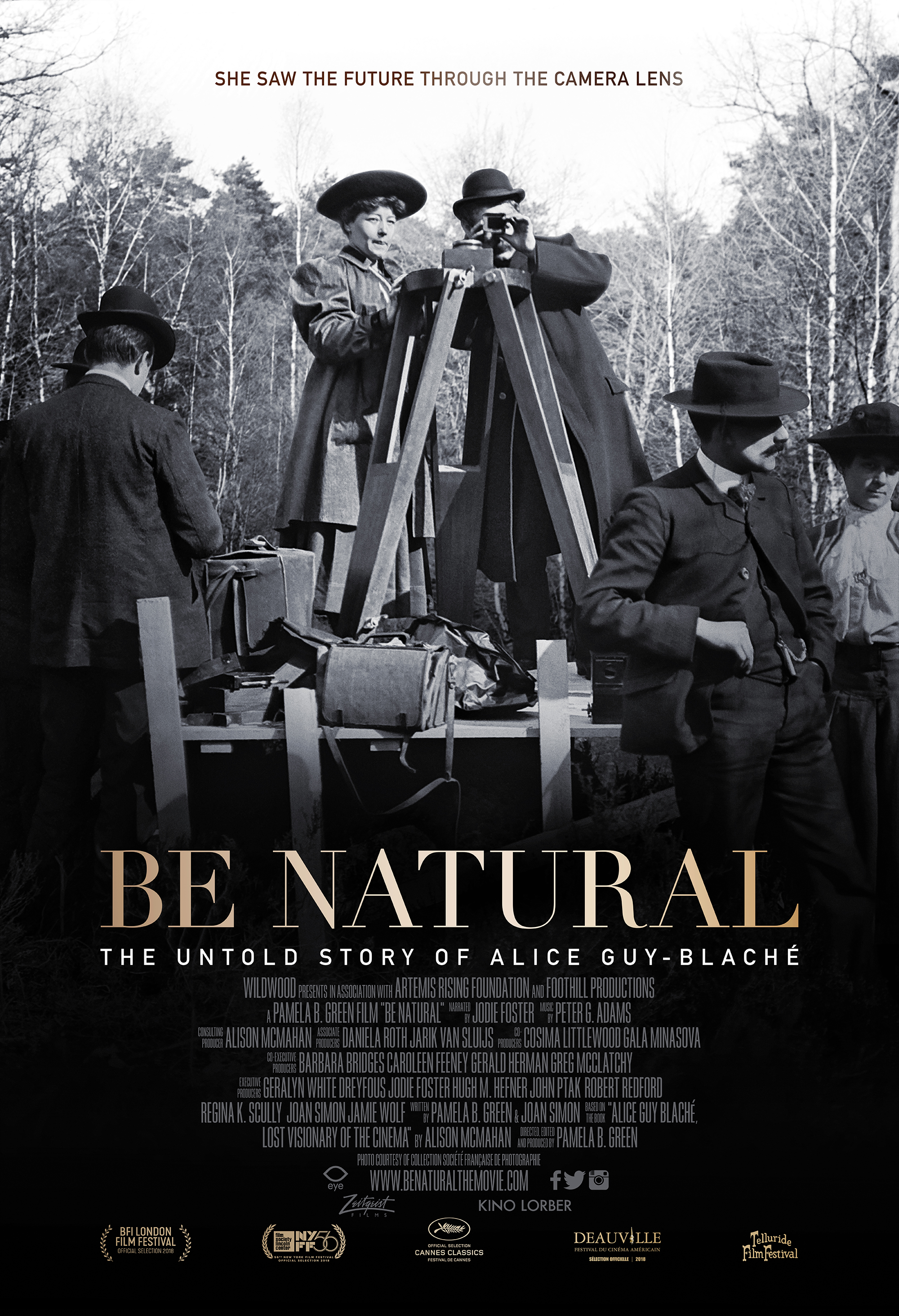
Plakát k domukentu Be Natural: The Untold Story of Alice Guy-Blaché (2018)

Později ve 40. letech Alice napsala autobiografii. Byla publikována ve francouzštině v roce 1976 a o deset let později byla přeložena do angličtiny za pomoci její dcery Simone, manželky syna Roberta a filmového spisovatele Anthonyho Slidea. Alice byla nesmírně znepokojena svou nevysvětlenou absencí v historických záznamech filmového průmyslu. Byla v neustálé komunikaci s kolegy a filmovými historiky, kdy upracovala dříve vytvořená a údajně faktická tvrzení o jejím životě. Vytvořila dlouhý seznam svých filmů jak si je pamatovala s nadějí, že bude schopna převzít autorské vlastnictví a získat za ně legitimní uznání.
Stala se tématem dokumentu National Film Board of Canada The Lost Garden: The Life and Cinema of Alice Guy-Blaché (1996) režisérky Marquise Lepage, který obdržel cenu Quebec's Gemeaux Award za nejlepší dokument.
V roce 2002 publikovala filmová vědkyně Alison McMahan knihu Alice Guy Blaché: Lost Visionary of the Cinema.
Alice bývá považována za první filmařku. Od roku 1896–1920 režírovala přes 1000 filmů, z nichž se asi 150 se zachovalo a 22 z nich je celovečerních. Byla jednou z prvních žen, spolu s Lois Weber, které řídily a vlastnily své vlastní studio: The Solax Company. Pouze několik jejích filmů se dochovalo ve snadno zobrazitelném formátu. V prosinci 2018 kino Lorber vydalo šestidiskový box Pioneers: First Women Filmmakers, vyrobený ve spolupráci s Knihovnou Kongresu, Britským filmovým institutem a dalšími. První disk souboru je věnován filmům Alice Guy a obsahuje film Matrimony's Speed Limit (1913), který byl vybrán k uchování v Národním filmovém registru Kongresové knihovny v roce 2003.
O životě, kariéře a Alice Guy pojednává dokumentární film z roku 2018 Be Natural: The Untold Story of Alice Guy-Blaché, režírovaný Pamelou B. Green a namluvený Jodie Foster. Byl uveden na filmovém festivalu v Cannes.
V září 2019 byla Alice Guy zahrnuta do série magazínu The New York Times „Overlooked No More”.
Alice Guy měla vliv na ranou tvorbu Alfreda Hitchcocka a Sergeie Eisensteina. Hitchcock poznamenal: „Byl jsem na větvi z filmů Francouze George Mélièse, nadšený z filmů D. W. Griffith a rané filmové režisérky Alice Guy.” Eisenstein ve svých memoárech popsal bezejmenný film, který viděl jako dítě a který pro něj byl velmi důležitý. Film byl identifikován jako Alicin film The Consequences of Feminism (1906) během vytváření dokumentu Be Natural: The Untold Story of Alice Guy-Blaché.

## Ocenění a následovníci
Dne 12. prosince 1958 Alice obdržela Řád čestné legie, nejvyšší francouzské nevojenské ocenění. Dne 16. března 1957 byla oceněna na ceremonii Cinémathèque française bez povšimnutí tisku.
V roce 2002 divadlo Circle X Theatre v Los Angeles produkovalo muzikál Laura Comstock's Bag-punching Dog o vynálezu filmu a Alice Guy byla hlavní postavou. Muzikál napsali Jillian Armenante, Alice Dodd a Chris Jeffries. V roce 2011 měla premiéru v Connelly Theatre hra Flight, která byla fiktivním portrétem Alice Guy jako dokumentární filmové tvůrkyně z roku 1913.
V roce 2004 byl odhalen historický milník věnovaný Alice Guy filmovou komisí na místě studia Solax ve Fort Lee. V roce 2012 ke stému výročí založení a výstavby studia, získala komise finanční prostředky na výměnu jejího hrobu na hřbitově Maryrest v Mahwah v New Jersey. Nový pomník obsahuje logo Solaxu a připomíná Alice Guy jako průkopnici kinematografie.
V roce 2010 Archiv filmové akademie zrestauroval Alicin krátký film The Girl in the Arm-Chair. V roce 2011 Filmové komise Fort Lee úspěšně lobbovala, aby byla Alice Guy přijata jako členka Spolku amerických režisérů (Directors Guild of America). Následně jí byla posmrtně udělena speciální cena režie za celoživotní dílo na DGA Honors v roce 2011. V roce 2013 byla Alice Guy uvedena do síně slávy v New Jersey.
Na její počest bylo podle ní pojmenováno náměstí ve 14. pařížském obvodu.
V roce 2019 vyšla upravená a rozšířená verze Eisensteinových memoárů Yo. Memoirs by Sergei Eisenstein se zmínkou vlivu Alicina filmu The Consequences of Feminism na Eisensteina.
V roce 2021 Yaleova univerzita zprovoznila svou novou nejmodernější promítací místnost pojmenovanou „Alice Cinema” po Alice Guy.
V roce 2022 vydalo nakladatelství Rowman & Littlefield nové vydání memoárů Alice Guy The Memoirs of Alice Guy Blache, které upravil Anthony Slide a přeložily Simone Blache a Roberta Blache. Tato monografie obsahuje nový úvod od Slida.

## Filmografie (výběr)
- La Fée aux Choux (1896)
- Překvapivý útok na dům za úsvitu (1898)
- Dobrý absint (1899)
- Petřiny výstřelky (1900)
- Little Tich et ses 'Big Boots' (1900)
- Chirurgie na konci století (1900)
- Slečna Dundee a její učení psi (1902)
- Comment monsieur prend son bain (1903)
- Esmeralda (1905) (podle námětu románu Victora Huga Zvoník od Matky Boží)
- Questions indiscrètes (1905)
- Une histoire roulante (1906)
- La Vie du Christ (1906)
- Výsledky feminismu (1906)
- Hajného syn (1906)
- Madame a des envies (1906)
- La barricade (1907)
- Fanfan la Tulipe (1907)
- One Touch of Nature (1910)
- The Sergeant's Daughter (1910)
- The Pawnshop (1910)
- Greater Love Hath No Man (1911)
- Algie the Miner (1912)
- Falling Leaves (1912)
- A Fool and His Money (1912)
- Making an American Citizen (1912)
- The Girl in the Armchair (1912)
- The Pit and the Pendulum (1913)
- Matrimony's Speed Limit (1913)
- A House Divided (1913)
- Shadows of the Moulin Rouge (1913)
- The Lure (1914)
- The Shooting of Dan McGrew (1915)
- The Vampire (1915)
- The Ocean Waif (1916)
- What Will People Say? (1916)
- The Adventurer (1917)
- The Empress (1917)
- The Great Adventure (1918)
- Tarnished Reputations (1920)

## Galerie

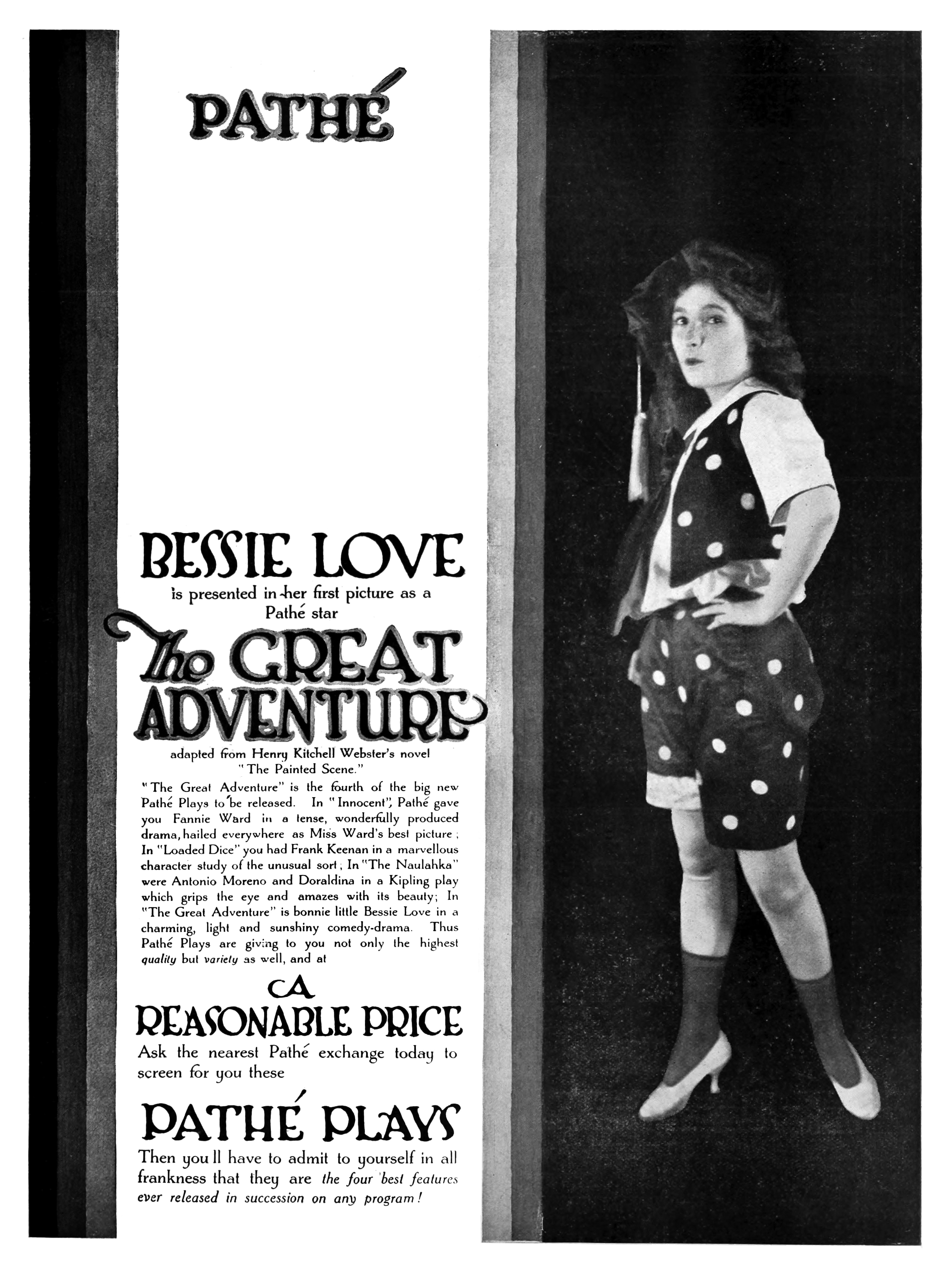
Bessie Love ve filmu The Great Adventure (1918)
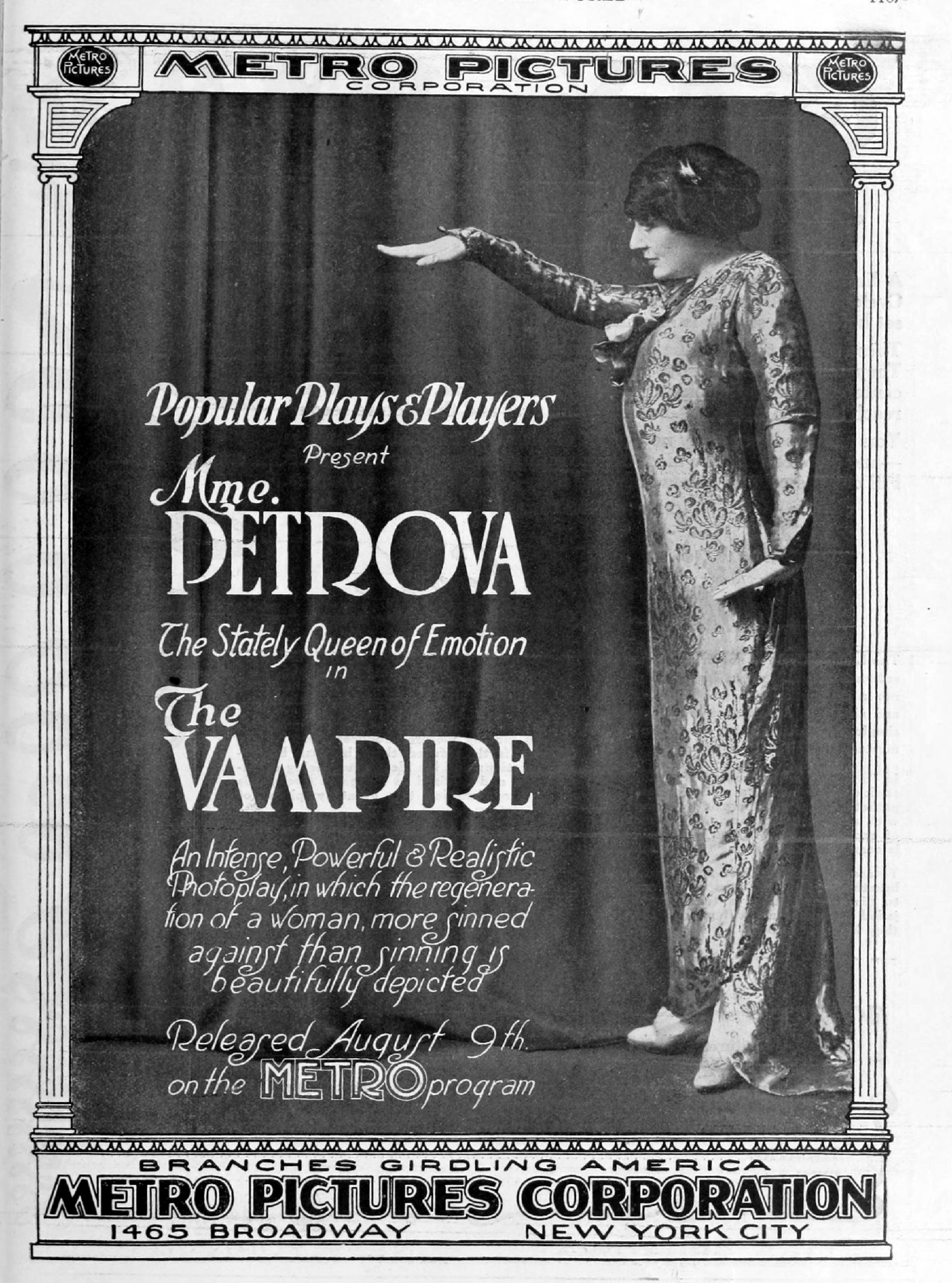
Plakát k filmu The Vampire (1915)
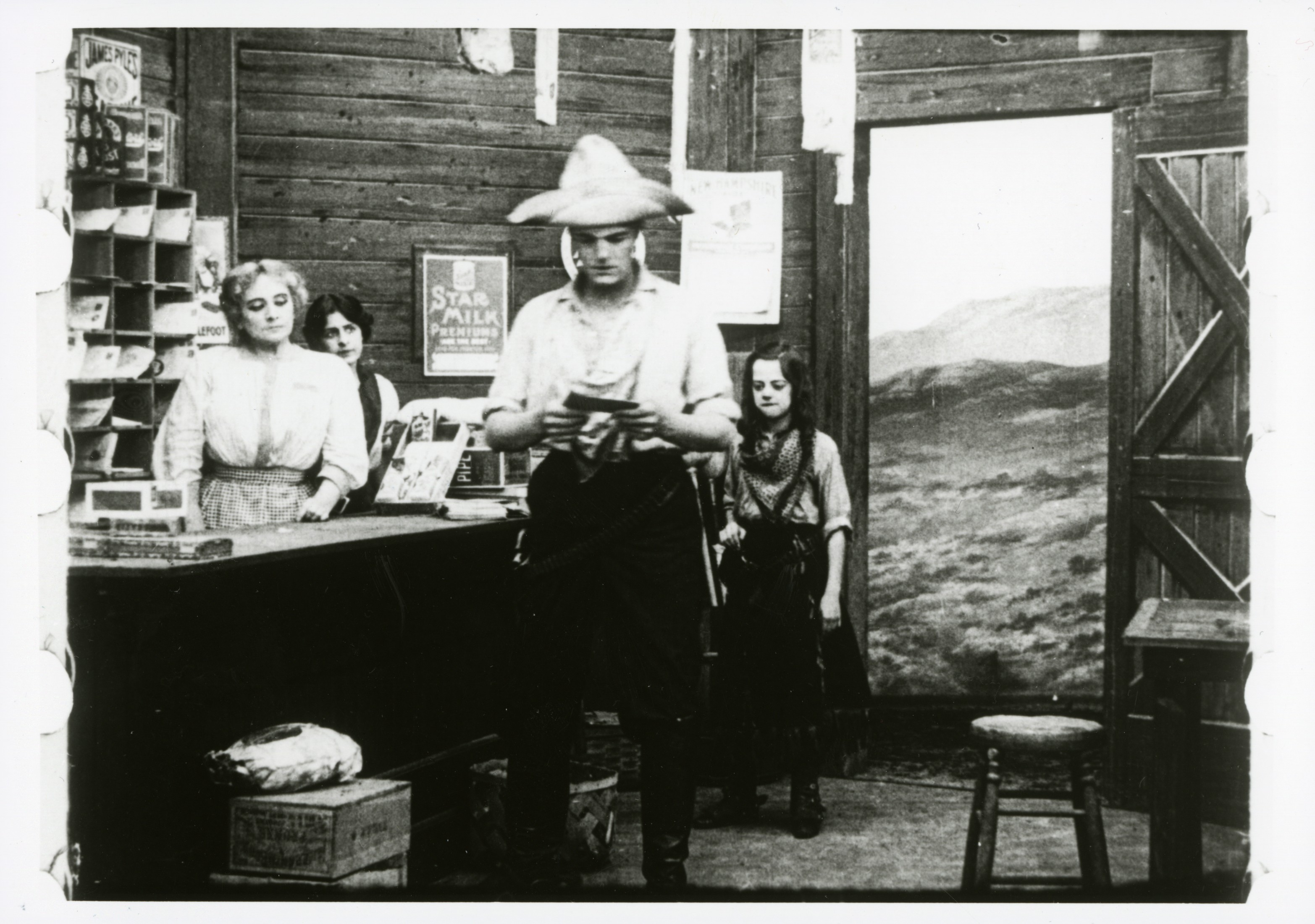
Snímek z filmu Two Little Rangers (1912)
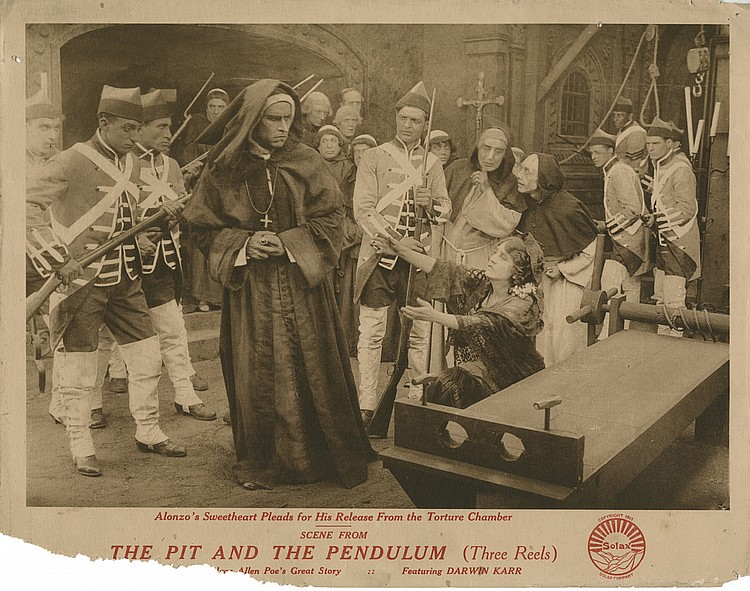
The Pit and the Pendulum
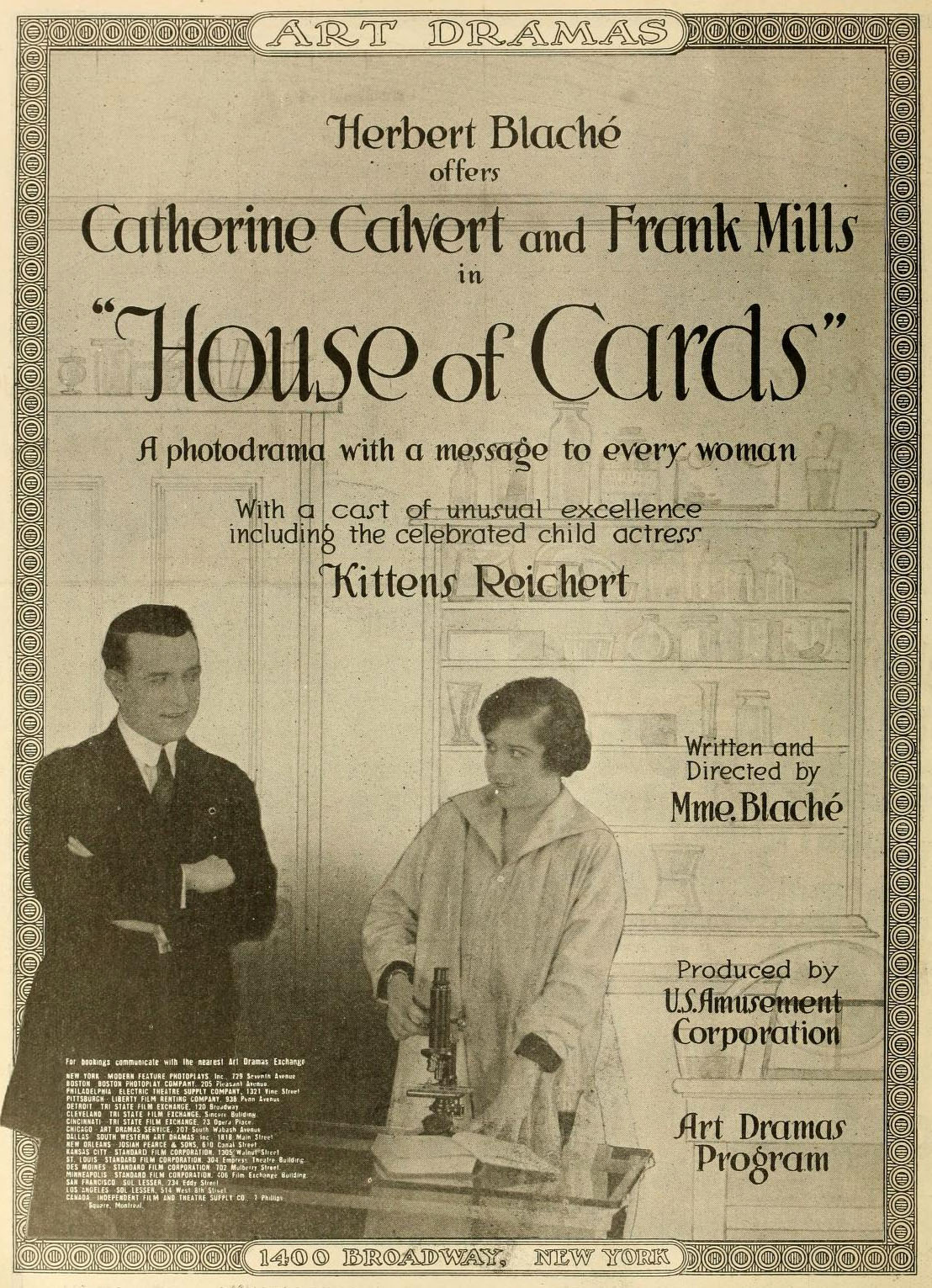
Catherine Calvert ve filmu House of Cards (1917), který režírovala a napsala Alice Guy